# Eike Becker

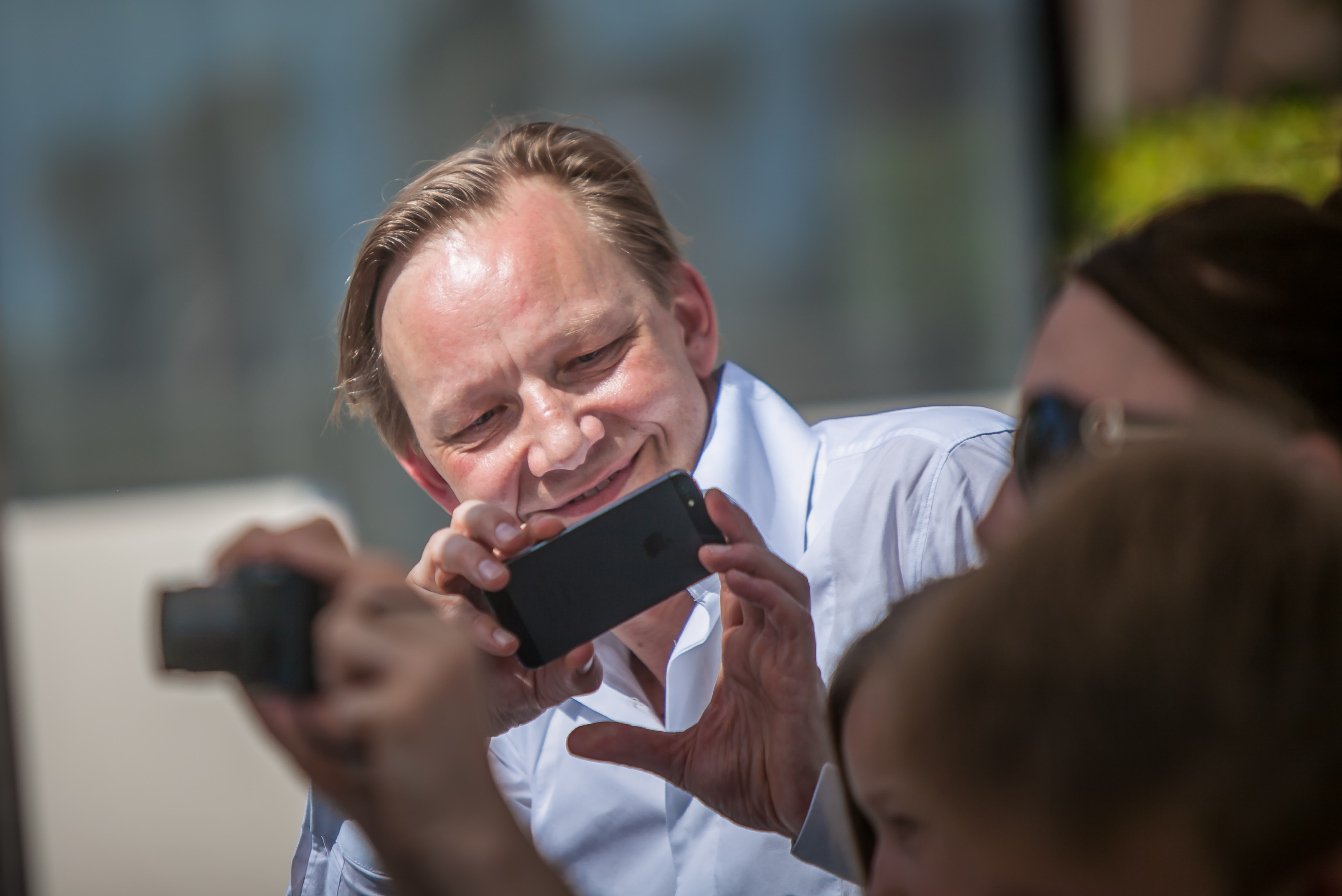
Eike Becker (2014)

Eike Becker (* 27. Januar 1962 in Osterholz-Scharmbeck) ist ein deutscher Architekt und Designer. Seit 1999 führt er zusammen mit dem Architekten Helge Schmidt das Büro Eike Becker_Architekten mit Sitz in Berlin.

## Leben und Kleinkunst
Becker studierte von 1983 bis 1989 Architektur an der Rheinisch-Westfälischen Technischen Hochschule Aachen, von 1989 bis 1990 an der École Nationale Supérieure d’Architecture de Paris-Belleville und an der Universität Stuttgart. Dort arbeitete er im Rahmen des Sonderforschungsbereichs 230 „Natürliche Konstruktionen, Leichtbau in Architektur und Natur“ am Lehrstuhl von Klaus Humpert. 1990 schloss er sein Studium mit dem Diplom an der Universität Stuttgart ab. Es folgte ein jeweils halbjähriges Praktikum erst im Büro Norman Foster Associates, dann im Büro Richard Rogers Partnership in London.
Die Entwicklung Berlins nach der deutschen Vereinigung lockte Becker in die neue Hauptstadt. Dort gründete er Ende 1991 zusammen mit den Architekten Georg Gewers, Oliver Kühn und Swantje Kühn das Büro Becker Gewers Kühn & Kühn Architekten. Zwei erste Preise bei größeren Realisierungswettbewerben 1992 und 1995 machten das Büro bekannt. Beide Projekte, die Hauptverwaltung der Verbundnetz Gas AG in Leipzig und die Hauptverwaltung der Berliner Volksbank eG in Berlin, wurden bei BGKK von Becker geleitet. 1997 entwarf er zusammen mit Geert Lovink und anderen für die documenta X in Kassel den Hybrid WorkSpace. Dieser Raum diente als Ausstellungsort, Medienlabor und Performancebühne.
1999 gründete Becker zusammen mit Helge Schmidt das Büro Eike Becker_Architekten. Das Büro hat etwa sechzig Mitarbeiter aus zwanzig Nationen (2019) und ist auf den Gebieten des Wohnungsbaus, des Bürobaus, des Geschäftsbaus, des Hotelbaus sowie des Kulturbaus aktiv. Im selben Jahr 1999 wurde Becker auch Vorsitzender des Vorstands des KW Institute for Contemporary Art, Berlin.
Eike Becker ist der Neffe des 2018 verstorbenen CDU-Politikers Curt Becker aus Sachsen-Anhalt.

## Werk
Bei jedem Entwurf, so Becker, geht es um einen Hüllraum, der thermische, hygienische, visuelle und akustische Behaglichkeit bietet, um einen Hüllraum, der physisches und psychisches Wohlbefinden erzeugt, ohne die Umwelt zu schädigen. Beispielhaft zeigt sich dies an den Bürobauten der Verbundnetz Gas AG in Leipzig (1992–1997), der Rheinkalk GmbH in Wülfrath (2000–2002), der Ed. Züblin AG in Stuttgart (2000–2002) und der Stadtwerke Neuss GmbH in Neuss (2003–2007).
Ein anderes, in den Projekten Beckers immer wiederkehrendes Thema ist die Fassade als Bildschirm, das heißt als Fläche für das Spiel mit wechselndem Licht und bewegtem Bild. Diese Fassaden orientieren sich an der oft enorm synästhetischen Architektur des Barock, bei der sich bildende und bauende Kunst vereinen. Gleichzeitig nutzen diese Fassaden die Möglichkeiten hoch entwickelter Technologien der Licht- und Bildproduktion. Beispiele für diese Haltung sind die von James Turrell gestaltete Fassade des Konferenzturms der Hauptverwaltung der Verbundnetz Gas AG in Leipzig, der Entwurf der Fassade des Arcotel Velvet in Berlin und die Dächer der Haltestelle Hauptbahnhof in Leipzig.
Die Tätigkeit des Architekten fasst Becker, in einer Art Steigerung des Begriffs Interferenz, mit dem Begriff Superferenz zusammen:
„Superferenz beschreibt die heutigen architektonischen Produktionsbedingungen. Superferenz bietet eine architektonische Strategie, bei der Analyse und Empathie einander kreuzen. Superferenz bietet eine Entwurfsmethode, die viel einschließt und wenig ausschließt, die Kontraste und Konflikte nutzt, um geschlossene Systeme zu öffnen und Gewissheiten infrage zu stellen. Superferenz identifiziert die rivalisierenden Kräfte der von Menschen gemachten Umwelt als die essenzielle Dynamik des Lebens. Superferenz gibt Einblick in unsere Denk-, Arbeits- und Entwurfsweise. Wir müssen gründlicher sehen, hören, lesen, um die Zeichen einer immer überraschenderen Welt und immer differenzierteren Gesellschaft richtig zu deuten. Erst auf dieser Grundlage kann eine Vorstellung von dem, wie es sein soll – das heißt: eine Vision – für die jeweils bestimmte Aufgabe aus endlosen Möglichkeiten den Strom bilden, der alles in eine Richtung fließen lässt.“ ()

## Bauten
- 1992–1997: VNG – Hauptverwaltung der Verbundnetz Gas AG in Leipzig
- 1997: Informations-, Kommunikations- und Diskussionslabor Hybrid WorkSpace auf der documenta X in Kassel
- 1999–2002: ffeff – Büro- und Geschäftshaus, Friedrichstraße 148 in Berlin
- 1998–2000: PlanetM – Bertelsmann-Pavillon, Expo 2000 in Hannover
- 2000–2002: Ha² Hauptverwaltung der Rheinkalk GmbH in Wülfrath
- 2000–2002: Z_Zwo – Erweiterung Hauptverwaltung, Ed. Züblin AG in Stuttgart
- 2000–2004: Seize – Wallhöfe an der Wallstraße in Berlin
- 2001–2004: TiWi – Arcotel Velvet in Berlin
- 2003–2007: wYe – Hauptverwaltung der Stadtwerke Neuss GmbH in Neuss
- 2004–2006: Fling – Haltestelle Hauptbahnhof Leipzig in Leipzig
- 2004–2010: Zack – Büro- und Geschäftshaus an der Schloßstraße in Berlin
- 2005–2016: Olivaer Platz – Restaurierung eines Wohngebäudes in Berlin
- 2005–2013: Basou – Fehrbelliner Höfe in Berlin
- 2006–2013: Zirkus – Wohn-, Büro- und Hotelbau Am Zirkus in Berlin
- 2008–2016: R fl x – Wohnhaus, Kollwitzstraße in Berlin
- 2008–2016: The Garden – Wohnensemble in Berlin
- 2009–2012: PaLett – Hotel Steigenberger am Flughafen Berlin-Schönefeld in Berlin
- 2010–2013: WQtel – Hotel Steigenberger und Varietétheater im Weserquartier in Bremen
- 2010–2013: ThF – Tempelhofer Hafen in Berlin
- 2012–2016: Speyer – Wohnensemble in Speyer
- 2012–2016: ma|ro Büro- und Geschäftshäuser in Frankfurt am Main
- 2012–2017: Colours – Büro- und Wohnkomplex in Bahnstadt Heidelberg
- 2014–2016: Bernem – Entwurf für das Wohn- und Geschäftshaus, Arnsburger Straße in Frankfurt am Main
- 2014–2018: Spreeturm – Bürohochhaus am Postbahnhof in Berlin
- 2014–2019: Kaiserlei – Stadtquartier in Offenbach am Main
- 2015: Campustower – Wettbewerb Wohn- und Bürokomplex, Baakenhafen in Hamburg
- 2015–2018: Flughafenstraße – Mikro-Apartments, Flughafenstraße in Berlin
- 2015–2019: Twotel – Wettbewerb, 1. Platz, Hotelkomplex, Europaviertel in Stuttgart
- 2015–2020: XBergTower – Wohnkomplex in Berlin
- 2016–2019: TLW – Wohnhochhaus im Theodor-Loos-Weg in Berlin
- 2017–2020: Europa-Allee – Bürohochhaus und Hotelgebäude in Frankfurt am Main
- 2020–2022: FAZ-Tower – Bürohochhaus in Frankfurt am Main
- 2018–2024: ROCKYWOOD – Bürogebäude in Offenbach am Main

## Auszeichnungen

### Büro Becker Gewers Kühn & Kühn Architekten
- DEUBAU-Preis für die Hauptverwaltung Verbundnetz Gas AG, Leipzig, 1998;
- Balthasar-Neumann-Preis, Anerkennung, für die Hauptverwaltung Verbundnetz GAS AG, Leipzig, 1998;
- RIBA Award for Architecture, für die Hauptverwaltung Verbundnetz Gas AG, Leipzig, 2001

### Büro Eike Becker Architekten
- Innovationspreis Architektur und Office, Auszeichnung, für das Büroschreibtischsystem W4, 2003;
- red dot design award, für das Büroschreibtischsystem W4, 2004;
- iF Product Design Award, Gold, für den Tafelschrank Wide Board, 2006;
- Office Application Award, Kategorie Best Office Concept, für die Hauptverwaltung Stadtwerke Neuss GmbH, Neuss, 2007;
- Gütesiegel für nachhaltiges und energieeffizientes Bauen des Bundesministeriums für Verkehr, Bau und Stadtentwicklung, für die Erweiterung Hauptverwaltung Ed. Züblin AG, Stuttgart, 2009
- European Property Award für das Projekt The Garden, Berlin, 2020/2021;
- Real Estate Brand Award, 2021;
- Outstanding Innovation Award für das Projekt TLW in der Gropius-Stadt, Berlin, 2023;
- IF Design Award für das Projekt Theodor-Loos-Weg, Berlin. 2024;
- Deutscher Immobilienpreis für ROCKYWOOD in Offenbach, 2024;